# 거북산당
거북산당은 대한민국 경기도 수원시 팔달구 영동에 있는 건축물이다. 1986년 4월 8일 수원시의 향토유적 제2호로 지정되었다.

## 개요
영동 거북산당은 수원의 대표적인 마을굿 중에 하나인 거북산당 도당굿을 행하는 당집이다. 현재 영동 거북산당에서는 매년 음력 10월 7일에 영동시장의 번영과 상인들의 평안을 빌기 위하여 도당굿을 거행한다. 거북산당은 정면 507㎝, 측면 266㎝ 규모를 갖고 있으며, 지붕은 맞배지붕에 골기와를 얹었으며 동북쪽을 향하고 있다. 1964년에 지어졌으며, 1986년 수원시 향토문화유적 제2호로 지정되면서 새로 단청을 입혔고, 1994년에 다시 건물의 개보수가 이루어졌다. 당집 내부에는 제단과 ‘대왕님(염라대왕님)’, ‘거북도당 할아버지’와 ‘거북도당할머니’의 신격의 형상을 그린 그림 두 폭이 걸려있다.

## 현지 안내문
이 지역 영동시장의 번영과 상인들의 평안을 위하여 1790년경 창건되었던 도당인데, 그뒤 인계동에 거주하는 이씨성을 가진 할머니가 가재를 들여 경찰서 동사무소 등 각 기관의 협조를 얻어 지금의 건물로 중수하였다고 한다.
건물은 맞배지붕에 한식 골기와를 얹었는데 그 규모는 정면 4.19m, 정면 2.5m이다.
당집 내부에는 제단과 거북산당 도당할아버지와 할머니, 염라대왕의 채색벽화가 있다. 지금도 음력 7월 7석과 10월 7일이면 영동시장번영회가 중심이 되어 시장의 수호신인 도당할아버지와 할머니에게 제사를 올린다.